# AFC Champions League 2011
De AFC Champions League 2011 was de negende editie van dit voetbaltoernooi voor clubteams dat jaarlijks door de Asian Football Confederation (AFC) wordt georganiseerd. Het toernooi ving aan op 12 februari met de eerste wedstrijd in de voorronde en eindigde op 5 november met de finale.
De titelhouder, het Zuid-Koreaanse Seongnam Ilhwa Chunma, neemt niet deel aan het toernooi. Het toernooi werd gewonnen door Al-Sadd uit Qatar dat in de finale Jeonbuk Hyundai Motors uit Zuid-Korea versloeg na strafschoppen. Het was de tweede zege van Al-Sadd, in 1989 was het winnaar van het “Aziatisch kampioenschap voor landskampioenen”, zoals het toernooi toen nog heette.

## Deelname
Zesendertig clubteams uit dertien landen namen aan het toernooi deel. Zes clubs streden in de voorronde om twee plaatsen in het hoofdtoernooi. De loting voor de wedstrijden in de voorronde en de groepsfase vond plaats op 7 december in Kuala Lumpur, Maleisië.
Deelnemende landen:
4 teams:  China,  Iran,  Japan,  Saoedi-Arabië,  Verenigde Arabische Emiraten,  Zuid-Korea
3 teams:  Qatar
2 teams:  Australië,  Indonesië,  Oezbekistan
1 team  :  India,  Syrië,  Thailand

## Toernooi

### Voorronde
De wedstrijden in de halve finale werden op 12 en 13 februari gespeeld, de wedstrijden in de finale op 19 februari. De vier verliezers uit de voorronde stroomden door naar de groepsfase van de AFC Cup 2011.
| Fase         | Team #1      | Uitslag      | Team #2           |
| ------------ | ------------ | ------------ | ----------------- |
| Halve finale | Al-Sadd      | 5-1          | Al-Ittihad Aleppo |
| Halve finale | Sriwijaya FC | 2-2 ns (7-6) | Muangthong United |
| Finale       | Al-Sadd      | 2-0          | Dempo Sports Club |
| Finale       | Sriwijaya FC | 0-4          | Al Ain FC         |

### Groepsfase
Speeldata
1e wedstrijd: 1 en 2 maart
2e wedstrijd: 15 en 16 maart
3e wedstrijd: 5 en 6 april
4e wedstrijd: 19 en 20 april
5e wedstrijd: 3 en 4 mei
6e wedstrijd: 10 en 11 mei
Eindplaatsen in de groepen kwam bij gelijk puntentotaal op basis van onderlinge resultaten tot stand, daarna gold het doelgemiddelde.

#### Groep A
| # | Club            | AW | W | G | V | PTN | V-T  |
| - | --------------- | -- | - | - | - | --- | ---- |
| 1 | Sepahan Esfahan | 6  | 4 | 1 | 1 | 13  | 14-5 |
| 2 | Al-Hilal        | 6  | 4 | 1 | 1 | 13  | 11-6 |
| 3 | Al-Gharrafa     | 6  | 2 | 1 | 3 | 7   | 6-7  |
| 4 | Al-Jazira Club  | 6  | 0 | 1 | 5 | 1   | 7-20 |

| Club            | GHA | HIL | JAZ | SEP |
| --------------- | --- | --- | --- | --- |
| Al-Gharrafa     |     | 0-1 | 5-2 | 1-0 |
| Al-Hilal        | 2-0 |     | 3-1 | 1-2 |
| Al-Jazira Club  | 0-0 | 2-3 |     | 1-4 |
| Sepahan Esfahan | 2-0 | 1-1 | 5-1 |     |

#### Groep B
| # | Club               | AW | W | G | V | PTN | V-T   |
| - | ------------------ | -- | - | - | - | --- | ----- |
| 1 | Al-Sadd            | 6  | 2 | 4 | 0 | 10  | 8-6   |
| 2 | Al-Nassr           | 6  | 2 | 2 | 2 | 8   | 10-7  |
| 3 | Esteghlal FC       | 6  | 2 | 2 | 2 | 8   | 11-10 |
| 4 | Pakhtakor Tasjkent | 6  | 1 | 2 | 3 | 5   | 8-14  |

| Club               | EST | NAS | PAK | SAD |
| ------------------ | --- | --- | --- | --- |
| Esteghlal FC       |     | 2-1 | 4-2 | 1-1 |
| Al-Nassr           | 2-1 |     | 4-0 | 1-1 |
| Pakhtakor Tasjkent | 2-1 | 2-2 |     | 1-1 |
| Al-Sadd            | 2-2 | 1-0 | 2-1 |     |

#### Groep C
| # | Club              | AW | W | G | V | PTN | V-T  |
| - | ----------------- | -- | - | - | - | --- | ---- |
| 1 | Al-Ittihad Djedda | 6  | 3 | 2 | 1 | 11  | 10-5 |
| 2 | FC Bunyodkor      | 6  | 2 | 3 | 1 | 9   | 8-6  |
| 3 | Al-Wahda FC       | 6  | 1 | 3 | 2 | 6   | 6-8  |
| 4 | Persepolis FC     | 6  | 1 | 2 | 3 | 5   | 6-11 |

| Club              | BUN | ITT | PER | WAH |
| ----------------- | --- | --- | --- | --- |
| FC Bunyodkor      |     | 0-1 | 0-0 | 3-2 |
| Al-Ittihad Djedda | 1-1 |     | 3-1 | 0-0 |
| Persepolis FC     | 1-3 | 3-2 |     | 1-1 |
| Al-Wahda FC       | 1-1 | 0-3 | 2-0 |     |

#### Groep D
| # | Club          | AW | W | G | V | PTN | V-T  |
| - | ------------- | -- | - | - | - | --- | ---- |
| 1 | FC Zob Ahan   | 6  | 4 | 1 | 1 | 13  | 7-3  |
| 2 | Al Shabab     | 6  | 3 | 2 | 1 | 11  | 8-4  |
| 3 | Emirates Club | 6  | 2 | 0 | 4 | 6   | 6-10 |
| 4 | Al-Rayyan     | 6  | 1 | 1 | 4 | 4   | 4-8  |

| Club          | EMI | RAY | SHA | ZOB |
| ------------- | --- | --- | --- | --- |
| Emirates Club |     | 2-0 | 2-1 | 0-1 |
| Al-Rayyan     | 2-0 |     | 1-1 | 1-3 |
| Al Shabab     | 4-1 | 1-0 |     | 0-0 |
| FC Zob Ahan   | 2-1 | 1-0 | 0-1 |     |

#### Groep E
| # | Club              | AW | W | G | V | PTN | V-T  |
| - | ----------------- | -- | - | - | - | --- | ---- |
| 1 | Gamba Osaka       | 6  | 3 | 1 | 2 | 10  | 13-7 |
| 2 | Tianjin Teda      | 6  | 3 | 1 | 2 | 10  | 8-6  |
| 3 | Jeju United FC    | 6  | 2 | 1 | 3 | 7   | 6-10 |
| 4 | Melbourne Victory | 6  | 1 | 3 | 2 | 6   | 7-11 |

| Club              | GAM | JEJ | MEL | TIA |
| ----------------- | --- | --- | --- | --- |
| Gamba Osaka       |     | 3-1 | 5-1 | 2-0 |
| Jeju United FC    | 2-1 |     | 1-1 | 0-1 |
| Melbourne Victory | 1-1 | 1-2 |     | 2-1 |
| Tianjin Teda      | 2-1 | 3-0 | 1-1 |     |

#### Groep F
| # | Club               | AW | W | G | V | PTN | V-T |
| - | ------------------ | -- | - | - | - | --- | --- |
| 1 | FC Seoul           | 6  | 3 | 2 | 1 | 11  | 9-4 |
| 2 | Nagoya Grampus     | 6  | 3 | 1 | 2 | 10  | 9-6 |
| 3 | Al Ain FC          | 6  | 2 | 1 | 3 | 7   | 4-9 |
| 4 | Hangzhou Greentown | 6  | 1 | 2 | 3 | 5   | 3-6 |

| Club               | AIN | HAN | NAG | SEO |
| ------------------ | --- | --- | --- | --- |
| Al Ain FC          |     | 1-0 | 3-1 | 0-1 |
| Hangzhou Greentown | 0-0 |     | 2-0 | 1-1 |
| Nagoya Grampus     | 4-0 | 1-0 |     | 1-1 |
| FC Seoul           | 3-0 | 3-0 | 0-2 |     |

#### Groep G
| # | Club                   | AW | W | G | V | PTN | V-T  |
| - | ---------------------- | -- | - | - | - | --- | ---- |
| 1 | Jeonbuk Hyundai Motors | 6  | 5 | 0 | 1 | 15  | 14-2 |
| 2 | Cerezo Osaka           | 6  | 4 | 0 | 2 | 12  | 11-4 |
| 3 | Shandong Luneng        | 6  | 2 | 1 | 3 | 7   | 9-8  |
| 4 | Arema Malang           | 6  | 0 | 1 | 5 | 1   | 2-22 |

| Club                   | ARE | CER | JEO | SHA |
| ---------------------- | --- | --- | --- | --- |
| Arema Malang           |     | 0-4 | 0-4 | 1-1 |
| Cerezo Osaka           | 2-1 |     | 1-0 | 4-0 |
| Jeonbuk Hyundai Motors | 6-0 | 1-0 |     | 1-0 |
| Shandong Luneng        | 5-0 | 2-0 | 1-2 |     |

#### Groep H
| # | Club                    | AW | W | G | V | PTN | V-T  |
| - | ----------------------- | -- | - | - | - | --- | ---- |
| 1 | Suwon Samsung Bluewings | 6  | 3 | 3 | 0 | 12  | 12-3 |
| 2 | Kashima Antlers         | 6  | 3 | 3 | 0 | 12  | 9-3  |
| 3 | Sydney FC               | 6  | 1 | 2 | 3 | 5   | 6-11 |
| 4 | Shanghai Shenhua        | 6  | 0 | 2 | 4 | 2   | 3-13 |

| Club                   | KAS | SHA | SUW | SYD |
| ---------------------- | --- | --- | --- | --- |
| Kashima Antlers        |     | 2-0 | 1-1 | 2-1 |
| Shanghai Shenhua       | 0-0 |     | 0-3 | 2-3 |
| Suwon Samsung Bluewing | 1-1 | 4-0 |     | 3-1 |
| Sydney FC              | 0-3 | 1-1 | 0-0 |     |

### Achtste finale
De groepswinnaars kregen het thuisrecht toebedeeld. De wedstrijden werden op 24 en 25 mei gespeeld.
| Team #1                 | Uitslag | Team #2         |
| ----------------------- | ------- | --------------- |
| Sepahan Esfahan         | 3-1     | FC Bunyodkor    |
| FC Zob Ahan             | 4-1     | Al-Nassr        |
| Al-Sadd                 | 1-0     | Al Shabab       |
| Al-Ittihad Djedda       | 3-1     | Al-Hilal        |
| FC Seoul                | 3-0     | Kashima Antlers |
| Jeonbuk Hyundai Motors  | 3-0     | Tianjin Teda    |
| Suwon Samsung Bluewings | 2-0     | Nagoya Grampus  |
| Gamba Osaka             | 0-1     | Cerezo Osaka    |

### Kwartfinale
De heenwedstrijden werden op 14 september gespeeld, de terugwedstrijden op 27 en 28 september.
| Team #1                 | Uitslagen   | Team #2                |
| ----------------------- | ----------- | ---------------------- |
| Al-Ittihad Djedda       | 3-1, 0-1    | FC Seoul               |
| Suwon Samsung Bluewings | 1-1, 2-1 nv | FC Zob Ahan            |
| Sepahan Esfahan         | 0-3, 2-1    | Al-Sadd                |
| Cerezo Osaka            | 4-3, 1-6    | Jeonbuk Hyundai Motors |

### Halve finale
De heenwedstrijden werden op 19 oktober gespeeld, de terugwedstrijden op 26 oktober.
| Team #1                 | Uitslagen | Team #2                |
| ----------------------- | --------- | ---------------------- |
| Suwon Samsung Bluewings | 0-2, 1-0  | Al-Sadd                |
| Al-Ittihad Djedda       | 2-3, 1-2  | Jeonbuk Hyundai Motors |

### Finale
De finale vond plaats op 5 november en werd gespeeld in het stadion van Jeonbuk Hyundai Motors, Jeonju World Cup stadion. Dit was door loting bepaald.
|                             |                        |              |         |                                  |
| 5 november 2011 19:00 UTC+9 | Jeonbuk Hyundai Motors | 2-2 ns (2-4) | Al-Sadd | Jeonju World Cup Stadion, Jeonju |
| 5 november 2011 19:00 UTC+9 |                        |              |         | Jeonju World Cup Stadion, Jeonju |